# David Brabham
David Brabham (Wimbledon, Regne Unit, 5 de setembre de 1965) és un pilot automobilístic australià. És un dels tres fills del triple campió del món de Fórmula 1 Jack Brabham.

## Resultats al Campionat de Fórmula 1
| Any  | Equip                     | Xassís       | Motor   | 1      | 2       | 3       | 4       | 5       | 6       | 7       | 8       | 9       | 10      | 11      | 12      | 13      | 14      | 15      | 16      | Posició | Punts |
| ---- | ------------------------- | ------------ | ------- | ------ | ------- | ------- | ------- | ------- | ------- | ------- | ------- | ------- | ------- | ------- | ------- | ------- | ------- | ------- | ------- | ------- | ----- |
| 1990 | Motor Racing Developments | Brabham BT59 | Judd V8 | USA    | BRA     | SMR DNQ | MON Ret | CAN DNQ | MEX Ret | FRA 15  | GBR DNQ | GER Ret | HUN DNQ | BEL Ret | ITA DNQ | POR Ret | ESP DNQ | JPN Ret | AUS Ret | NC      | 0     |
| 1994 | MTV Simtek Ford           | Simtek S941  | Ford V8 | BRA 12 | PFC Ret | SMR Ret | MON Ret | ESP 10  | CAN 14  | FRA Ret | GBR 15  | GER Ret | HUN 11  | BEL Ret | ITA Ret | POR Ret | EUR Ret | JPN 12  | AUS Ret | NC      | 0     |